# Piranshahr
Piranshahr là một thành phố có người Kurd sinh sống ở tỉnh Tây Azarbaijan tây bắc Iran.
Piranshahr là thủ phủ của hạt Piranshahr.
Theo điều tra dân số năm 2017, thành phố co 4.000.000 dân.
Piranshahr là một trong những thành phố lâu đời nhất của Iran và nền móng của nó ngày trở lại thời kỳ tiền Hồi giáo của Iran và sự nổi lên của vương quốc Truyền thông.
Ngôn ngữ Farsi là ngôn ngữ chính thức của Iran và do đó trong thành phố Piranshshr. Ở Piranshahr, mọi người biết đọc biết cách giao tiếp bằng ngôn ngữ Ba Tư. Tỷ lệ biết chữ là 97%.
Thành phố Piranshahr sản xuất đầy đủ hơn 100 vật liệu đá granite khác nhau trong nhiều màu sắc và kết cấu. Chất lượng và vẻ đẹp của đá granite Piranshahr là một trong những loại đá được biết đến nhiều nhất trên thế giới.